# しあわせのランプ
「しあわせのランプ」は、日本のシンガーソングライターである玉置浩二の楽曲。
2004年6月9日にSony Recordsから18枚目のシングルとしてリリースされた。安全地帯復活からの再度の活動休止後、玉置のソロ作品としてはBMGファンハウスからの移籍第一弾の作品として前作「このリズムで」（2001年）よりおよそ3年ぶりのシングルとなった。作詞は玉置および須藤晃、作曲および編曲は玉置が担当している。
音楽活動に行き詰まっていた時に玉置が母親から受けた言葉を歌詞にした楽曲であり、6枚目のアルバム『JUNK LAND』（1997年）から7年の歳月を経てリカットシングルとしてリリースされた。本作はテレビ朝日系バラエティ番組『いまどき!ごはん』（2004年 - 2007年）のエンディングテーマとして使用され、オリコンシングルチャートでは最高位83位となった。

## 背景
シングル「ひとりぼっちのエール」（1993年）をリリース後、長期の活動休止期間を経た安全地帯は2002年に再始動し、7月10日にシングル「出逢い」（2002年）をリリース、続いて9枚目のアルバム『安全地帯IX』（2002年）をリリースして完全復活を遂げた。その後、10枚目のアルバム『安全地帯X〜雨のち晴れ〜』（2003年）をリリースし全国ツアー「安全地帯コンサートツアー2003」を38都市全45公演におよび開催、このツアーでは約11年振りにメンバー5名が揃った状態で行われた。
安全地帯の復活に関して玉置は「ものすごく嬉しかった」という感覚は持っていたものの、同時に安全地帯としての活動は自身にとって切り札であったと悟った事、さらに「自分の中でなにかが終わった」という感覚を覚えたために再始動を純粋に楽しむ事ができず、一方的に安全地帯の活動休止宣言を行う事となった。これによりメンバーや周囲のスタッフの期待を裏切る形になった事で、玉置は精神的に深いダメージを負う事となった。2004年2月に玉置は個人事務所「アンクルオニオン」を金子洋明事務所の内部から独立させたが、その事により事務所の規模が小さくなったため、玉置以外のミュージシャンを所属させる事は困難となった。この出来事は前述の理由に付してさらに安全地帯としての活動を休止せざるを得なくなった一因となった。

## 制作、音楽性
安全地帯の活動休止後、玉置は創作意欲が高まらないため活動再開する事ができず、詞も曲も思い浮かばない日々が続いていたが、ある時に6枚目のアルバム『JUNK LAND』（1997年）収録曲である本作が頭を過ったことから、スタッフに対してもう一度再録音することを提案したところ了承を得たため制作に取り掛かることとなった。本作の歌詞は1993年頃に実家で静養していた際に母親から言われた言葉が元になっており、プロデューサーである須藤晃の助言を得ながら歌詞として完成させた。玉置は本作に関して以下のコメントを残している。
これはねぇ、おふくろから言われてきたことなの。それを須藤さんに手伝ってもらいながら、自分が歌う言葉にしただけ。小さいことなんだけど、自分たちで音楽をやっていると幸せになるじゃない。そのことだけを大事にしたい。自分たちが音楽をやって幸せになってないと、人に幸せは届けられないでしょ? だから世の中の役に立ちたいと思ってるんだけど、そうはいっても、幸せを届けられる音楽、幸せになれる音楽をやれてなかったら、あまり意味がなくなってきてるんだよ、自分の中で。—玉置浩二, 
玉置浩二 幸せになるために生まれてきたんだから
玉置浩二の自伝本『玉置浩二 幸せになるために生まれてきたんだから』において著者の志田歩は、玉置が並外れた音楽の才能を持っていたために、「自分にとって大切なものはなにか」という問いかけに対するプロセスを作品に残すことが出来たと述べ、また本作は玉置にとっても「進路を見失った水夫に自分の位置を知らせる北極星のように、確かな指針を示す確固たるバックボーンとなっていた」と述べている。また、同書のタイトルは本作導入部の歌詞から引用されている。
ベスト・アルバム『ALL TIME BEST』（2017年）の楽曲解説では、歌詞の導入部から心をつかまれると表記したほか、語り掛けるような形でメロディーを歌いあげており、シンプルなサウンドがストリングスと融合することで「ゆるやかで温かな風を吹かせてくれる」と表記している。

## リリース、メディアでの使用、チャート成績
本作は2004年6月9日にSony Music RecordsからCCCDおよびCD-DAの2形態でリリースされ、テレビ朝日系バラエティ番組『いまどき!ごはん』（2004年 - 2007年）のエンディングテーマとして使用された。本作はミュージック・ビデオが制作されており、10枚目のアルバム『今日というこの日を生きていこう』（2005年）の初回限定盤DVDに収録された。
本作はオリコンシングルチャートにて最高位83位の登場週数4回となり、売り上げ枚数は0.6万枚となった。また、2022年に実施されたねとらぼ調査隊による玉置のシングル曲人気ランキングでは8位となった。

## ライブ・パフォーマンス
2004年6月14日放送のフジテレビ系音楽番組『HEY!HEY!HEY! MUSIC CHAMP』（1994年 - 2012年）に出演し、お笑いコンビであるダウンタウンとのトーク後に本作を披露した。
本作リリース後に玉置はアルバムをリリースしないままコンサートツアー「アコースティック・ライブ '04～しあわせのランプ～」を2004年7月4日の白井市文化会館 大ホール公演から9月3日の小樽市民会館 ホール公演まで、大規模なバンド編成では公演しない小規模な会場を中心に全国29か所で実施した。同ツアーの途中からは当時妻であった安藤さと子とアコースティック・ギターの名手であった岡崎倫典がサポートとして参加するようになった。ツアー中の7月7日には玉置が作曲およびバック・ボーカルを担当したMISIAのシングル「名前のない空を見上げて」がリリースされており、玉置はリリースと同日に東京国際フォーラムにて行われたMISIAのバースデー・ライブに突如花束を持って登場した。

## カバー
- 安全地帯 - アルバム『安全地帯XIII JUNK』（2011年）に収録[17][18][19]。
- 伊藤大輔、永田ジョージ、西部里菜 - アルバム『歌のある日』（2017年）に収録。
- 大江恵 - アルバム『GIFT OF LOVE』（2014年）に収録。
- 上新功祐 - カバー・アルバム『ウタモノ9』（2019年）に収録。
- 河口恭吾 - カバー・アルバム『君を好きだったあの頃2』（2011年）に収録。
- ギルド - シングル「LOVEマシーン」（2015年）に収録[20]。
- コブクロ - カバー・アルバム『ALL COVERS BEST』（2010年）に収録[21]。
- 東京ウタモノ - カバー・アルバム『東京ウタモノ』（2017年）に収録。

## シングル収録曲
| 全作曲・編曲: 玉置浩二。 |                                         |                  |            |      |
| #                        | タイトル                                | 作詞             | 作曲・編曲 | 時間 |
| 1.                       | 「しあわせのランプ」                    | 玉置浩二、須藤晃 | 玉置浩二   | 3:59 |
| 2.                       | 「7:30am」                              | 玉置浩二         | 玉置浩二   | 3:27 |
| 3.                       | 「しあわせのランプ」(Instrumental Ver.) |                  | 玉置浩二   | 3:58 |
| 4.                       | 「7:30am」(Instrumental Ver.)           |                  | 玉置浩二   | 3:21 |
| 合計時間:                | 合計時間:                               | 合計時間:        | 14:45      |      |

## リリース履歴
| No. | 日付           | レーベル                       | 規格                   | 規格品番            | 最高順位 | 備考 |
| --- | -------------- | ------------------------------ | ---------------------- | ------------------- | -------- | ---- |
| 1   | 2004年6月9日   | Sony Music Records             | CCCD CD-DA             | SRCL-5739 SRCL-6108 | 83位     |      |
| 2   | 2013年11月27日 | ソニー・ミュージックダイレクト | デジタル・ダウンロード | -                   | -        |      |

## 収録アルバム
「しあわせのランプ」
- 『JUNK LAND』（1997年）
- 『ALL TIME BEST』（2017年）
- 『THE BEST ALBUM 35th ANNIVERSARY 〜メロディー〜』（2022年）

「7:30am」
- 『今日というこの日を生きていこう』（2005年）